# چسپیک بیچ (مریلند)
چسپیک بیچ (به انگلیسی: Chesapeake Beach) شهری در ایالت مریلند کشور ایالات متحده آمریکا است که جمعیت آن در سرشماری سال ۲۰۱۰ میلادی، ۵٬۷۵۳ نفر بوده‌است.